# Walsura
Walsura é um género botânico pertencente à família Meliaceae.